# Eupithecia deviridata
Mesoptila deviridata là một loài bướm đêm trong họ Geometridae.